# インターロック (安全技術)
インターロックとは、安全装置・保安装置の考え方の一つで、ある一定の条件が整わないと他の動作ができなくなるような機構のこと。その設置目的から、保安上重要な機能を果たすことが要求されるため、高い信頼性が必要となる。
ヒューマンエラーを防止するための、フェイルセーフ、フールプルーフ（ポカヨケ）と呼ばれる設計思想を実現する装置・機構のひとつである。

## 安全計装としてのインターロック
ある操作を行う時、誤操作や確認不足により、適正な手順以外による操作が行われるのを防止したり、正常な製造・運転の行われる条件を逸脱した時、自動的に当該設備に対する原材料等の供給を遮断するなど製造や機器の運転を制御するものである。具体的には、保安上重要な部分の運転を制御する機構として計装回路に組み込まれている。
条件としては、機器の起動状況、扉の開閉状況、圧力、液面、温度（対象物質及び気温）などの条件を、AND条件やOR条件として組み合わせて使用する。
プラントや機器のスタートボタンが間違って操作されても、安全を確保するために必要な起動条件があらかじめ確保されていなければプラントや機器が動作しないようなシステムや、一定条件に達したら自動的に停止するシステムもこれに当たる。

## インターロックの例
- 自動車
  - エンジン始動連結装置「アルコール・インターロック」。飲酒運転防止のため、呼気からアルコールが検知されるとエンジンを始動できない。
  - 開扉発車防止装置「アクセルインターロック」。主にバス車両に搭載される。扉を閉じなければアクセルペダルを踏み込めない[1]。
- 鉄道
  - 鉄道車両 - 左右全ての扉が閉じていなければ発車できない。
  - 連動装置
- クリーンルーム（パスボックスなど） - 汚染空気がクリーン側に流れ込むのを防ぐため、左右どちらかの扉が閉じていなければ逆側の扉は開かない。
- エレベーター - 各階全ての扉が全て閉じていなければかごが移動しない。
- ボイラー - 燃料・水位が低い時には燃焼を始めない。
- 圧縮機 - 潤滑油液面・圧力・吸入口弁・冷却水圧力が決められた値に達していない場合は起動しない。
- ポンプ - ポンプ破損防止のため、決められた吐出圧力になると停止する。液が入っていない状態では起動しない。
- 断路器 - 遮断器とインターロックをとる場合がある（アークの危険性があり、電流が流れていないときでなければ断路器を開閉できないため）。
- 放射線治療装置 - 寝台や照射装置の位置や角度、遮蔽扉の閉扉、コンソールキーの解除など、数十以上の条件が揃わなければ放射線が照射されない。極めて安全側に寄った装置であるが、ほぼ影響を与えないわずか異変でもインターロックが作動するため、誤検知や測定誤差による偽陽性も多い。